# Palomitas (programa de televisión)
Palomitas fue un programa de televisión producido por El Terrat en colaboración con Telecinco —pensado en un principio para Cuatro—. Dirigido por José Corbacho y David Escardó, el programa contó con un amplio equipo de profesionales del medio con gran experiencia en el mundo humorístico. Además el formato recibió a rostros conocidos del panorama televisivo. El programa de Telecinco se estrenó sin acierto el 10 de mayo de 2011, -a las 22:00 horas- y tres semanas después, el programa fue cancelado por una bajada de audiencia. Dos meses y medio después, el 31 de julio de 2011, con motivo al final de temporada de La que se avecina en Telecinco, la cadena programó para la noche del domingo los sketches más alocados de Palomitas. Tras seis emisiones en el acess prime time del domingo, desde el 31 de julio, la cadena decidió retirar el programa de su parrilla y programar la serie Cheers, también cancelada, la semana después, el 11 de septiembre.

## Historia
Tras el debut que obtuvo Homo Zapping en Antena 3, ahora Telecinco se pone al frente de un nuevo proyecto, "Palomitas". Dirigido por Corbacho, el nuevo programa de humor parodiará las series de televisión como Ángel o demonio, Piratas, Hispania, Águila Roja, entre otras. Sin embargo, el cine también será víctima de sus imitaciones. Pretty Woman, El discurso del rey o El silencio de los corderos formarán parte de la lista.

## Parodias
Las desventuras de Julián Muñoz (nueva versión de Celda 211); un final surrealista para Pretty Woman, las tomas falsas de Forrest Gump o los momentos estelares de Ángel o demonio serán algunas de las parodias que ofrecerá Palomitas, un programa de sketches basados en las escenas más reconocibles de películas y series de televisión. Además el nuevo programa de humor de Telecinco, parodiará rostros conocidos del cine y la televisión como Álex de la Iglesia, Cayetana Guillén Cuervo, Mourinho, Isabel Pantoja, Kiko Rivera o Pilar Rubio.

## Intervenciones
Como ya hizo en su día el propio José Corbacho en el programa de Antena 3 -Homo Zapping-, ahora en Palomitas pretende hacer lo mismo. El nuevo programa de humor de Telecinco contará con las intervenciones estelares de: Paco León, Jordi Rebellón, Arturo Valls, Pepón Nieto, Marta Torné, Pablo Carbonell, Paz Padilla, Macarena Gómez, entre otros.

## Reparto
- José Corbacho
- Silvia Abril
- Octavi Pujades
- Darío Paso
- Paz Padilla
- Xavier Serrat
- Marta Torné
- Virginia Riezu
- Elías Torrecilas
- Virginia Muñoz
- David Ramírez
- Miki Esparbé
- Santi Millán
- Alba Florejachs
- Belén Cuesta
- Pep Plaza
- Carlos Chamarro
- Jordi Ríos
- Fermí Fernández
- Dulcinea Juárez
- Miguel Ángel Ripeu
- Pilar Rubio
- José Luis Adserías
- Juanjo Pardo

### Invitados
- Santiago Segura
- Macarena Gómez
- Carlos Latre
- Arturo Valls
- Pablo Carbonell
- Berto Romero
- Señor Barragán
- Pepón Nieto
- Santi Rodríguez
- El Langui
- Carmen de Mairena
- Secun de la Rosa
- Juan y Damián "Trancas y Barrancas"
- Marron

## Palomiteros
- José Corbacho imita a Álex de la Iglesia en el programa 1.
- Paz Padilla interviene en el programa 2.
- José Corbacho, Santi Millán, Darío Paso, Octavi Pujades y David Ramírez intervienen en el programa 3.
- Santiago Segura interviene en el programa 4.
- Pilar Rubio interviene en el programa 5.
- Santi Rodríguez interviene en el programa 6.
- Marta Torne interviene en el programa 7.
- Pablo Carbonell interviene en el programa 8.
- Secun de la Rosa interviene en el programa 9.
- Pepón Nieto interviene en el programa 10.
- Macarena Gómez interviene en el programa 11.
- Berto Romero interviene en el programa 12.
- Carlos Latre interviene en el programa 13.
- El Langui interviene en el programa 14.
- Jordi Rebellón interviene en el programa 15.
- Blanca Portillo interviene en el programa 16.
- Arturo Valls interviene en el programa 17.

## Sketches
| Lista de todos los programas        | Lista de todos los programas | Lista de todos los programas | Lista de todos los programas | Lista de todos los programas | Lista de todos los programas | Lista de todos los programas | Lista de todos los programas | Lista de todos los programas | Lista de todos los programas |
| Sketch                              | Programa 1                   | Programa 2                   | Programa 3                   | Programa 4                   | Programa 5                   | Programa 6                   | Programa 7                   | Programa 8                   | Programa 9                   |
| ----------------------------------- | ---------------------------- | ---------------------------- | ---------------------------- | ---------------------------- | ---------------------------- | ---------------------------- | ---------------------------- | ---------------------------- | ---------------------------- |
| Pocoyó                              | Sí                           | Sí                           | Sí                           | Sí                           | Sí                           | Sí                           | Sí                           | Sí                           | Sí                           |
| Bob Esponja                         | Sí                           | Sí                           | Sí                           | Sí                           | No                           | No                           | No                           | No                           | No                           |
| Águila Roja                         | Sí                           | Sí                           | Sí                           | No                           | Sí                           | No                           | No                           | Sí                           | Sí                           |
| Física o Química                    | Sí                           | No                           | Sí                           | Sí                           | Sí                           | Sí                           | Sí                           | Sí                           | Sí                           |
| El barco                            | Sí                           | Sí                           | No                           | No                           | Sí                           | No                           | Sí                           | Sí                           | Sí                           |
| El Exorcista                        | No                           | Sí                           | No                           | No                           | Sí                           | Sí                           | Sí                           | No                           | No                           |
| Apolo 13                            | No                           | No                           | Sí                           | Sí                           | Sí                           | Sí                           | Sí                           | No                           | Sí                           |
| El internado                        | No                           | Sí                           | No                           | No                           | No                           | No                           | No                           | No                           | No                           |
| Cuéntame cómo pasó                  | No                           | No                           | Sí                           | Sí                           | Sí                           | Sí                           | Sí                           | Sí                           | Sí                           |
| Harry Potter                        | No                           | Sí                           | No                           | Sí                           | Sí                           | Sí                           | No                           | Sí                           | No                           |
| Star Wars                           | No                           | Sí                           | No                           | Sí                           | No                           | Sí                           | Sí                           | Sí                           | Sí                           |
| Crepúsculo                          | Sí                           | No                           | Sí                           | Sí                           | Sí                           | Sí                           | Sí                           | Sí                           | Sí                           |
| El sexto sentido                    | No                           | No                           | Sí                           | Sí                           | Sí                           | No                           | Sí                           | Sí                           | No                           |
| Matrix                              | No                           | No                           | Sí                           | No                           | No                           | Sí                           | No                           | No                           | No                           |
| Braveheart                          | No                           | No                           | Sí                           | No                           | No                           | No                           | No                           | No                           | No                           |
| Hospital Central                    | Sí                           | Sí                           | No                           | Sí                           | Sí                           | No                           | No                           | Sí                           | No                           |
| House M. D.                         | Sí                           | No                           | No                           | No                           | Sí                           | No                           | No                           | No                           | No                           |
| Doctor Mateo                        | Sí                           | No                           | No                           | No                           | No                           | No                           | No                           | No                           | No                           |
| MacGyver                            | No                           | No                           | Sí                           | No                           | No                           | No                           | Sí                           | No                           | Sí                           |
| Dirty Dancing                       | No                           | Sí                           | No                           | No                           | No                           | No                           | No                           | No                           | No                           |
| ¡Más que baile!                     | No                           | Sí                           | No                           | No                           | No                           | Sí                           | No                           | No                           | No                           |
| CSI: Miami                          | No                           | No                           | Sí                           | No                           | Sí                           | No                           | No                           | No                           | No                           |
| Camino                              | No                           | No                           | Sí                           | No                           | No                           | No                           | No                           | No                           | No                           |
| Celda 211                           | Sí                           | No                           | No                           | No                           | Sí                           | Sí                           | No                           | Sí                           | No                           |
| Los pilares de la Tierra            | Sí                           | No                           | No                           | No                           | No                           | No                           | No                           | No                           | No                           |
| Se7en                               | No                           | Sí                           | No                           | No                           | No                           | No                           | Sí                           | No                           | No                           |
| Rocky                               | No                           | No                           | Sí                           | No                           | No                           | No                           | No                           | No                           | No                           |
| Sexo en Nueva York                  | No                           | No                           | Sí                           | No                           | No                           | Sí                           | Sí                           | Sí                           | No                           |
| Prison Break                        | No                           | Sí                           | Sí                           | No                           | No                           | No                           | No                           | No                           | No                           |
| Náufrago                            | No                           | No                           | Sí                           | No                           | No                           | No                           | No                           | Sí                           | No                           |
| Perdidos                            | No                           | Sí                           | No                           | No                           | No                           | Sí                           | No                           | Sí                           | No                           |
| Spartacus: Sangre y Arena           | Sí                           | No                           | Sí                           | No                           | No                           | Sí                           | No                           | Sí                           | No                           |
| Thelma & Louise                     | Sí                           | Sí                           | No                           | No                           | No                           | Sí                           | Sí                           | Sí                           | Sí                           |
| Gladiator                           | No                           | No                           | Sí                           | No                           | No                           | No                           | No                           | No                           | No                           |
| Anatomía de Grey                    | Sí                           | No                           | No                           | No                           | No                           | No                           | Sí                           | No                           | Sí                           |
| Urgencias                           | No                           | Sí                           | No                           | No                           | No                           | No                           | No                           | No                           | No                           |
| Los ojos de Julia                   | No                           | Sí                           | No                           | No                           | No                           | No                           | No                           | No                           | No                           |
| King Kong                           | No                           | No                           | Sí                           | No                           | No                           | No                           | No                           | No                           | No                           |
| Memorias de África                  | No                           | No                           | Sí                           | No                           | No                           | No                           | Sí                           | Sí                           | No                           |
| Hispania, la leyenda                | No                           | Sí                           | No                           | Sí                           | Sí                           | Sí                           | Sí                           | Sí                           | Sí                           |
| Gremlins                            | Sí                           | Sí                           | No                           | No                           | No                           | Sí                           | No                           | Sí                           | No                           |
| Pretty Woman                        | Sí                           | No                           | No                           | Sí                           | Sí                           | Sí                           | Sí                           | Sí                           | No                           |
| Versión Española                    | Sí                           | No                           | No                           | Sí                           | Sí                           | Sí                           | Sí                           | Sí                           | Sí                           |
| Ángel o demonio                     | Sí                           | No                           | No                           | No                           | No                           | No                           | No                           | No                           | No                           |
| El discurso del rey                 | Sí                           | No                           | No                           | No                           | No                           | No                           | No                           | No                           | No                           |
| My Fair Lady                        | Sí                           | No                           | No                           | No                           | No                           | No                           | No                           | No                           | Sí                           |
| Armageddon                          | Sí                           | No                           | No                           | No                           | No                           | Sí                           | No                           | No                           | No                           |
| Forrest Gump                        | Sí                           | No                           | No                           | No                           | No                           | Sí                           | Sí                           | No                           | Sí                           |
| El coche fantástico                 | Sí                           | No                           | No                           | No                           | No                           | No                           | Sí                           | Sí                           | Sí                           |
| Amar en tiempos revueltos           | Sí                           | No                           | No                           | No                           | No                           | Sí                           | No                           | No                           | Sí                           |
| El señor de los anillos             | Sí                           | No                           | No                           | Sí                           | Sí                           | Sí                           | Sí                           | Sí                           | No                           |
| Dos hombres y medio                 | No                           | No                           | Sí                           | No                           | -                            | -                            | -                            | -                            | -                            |
| El lago azul                        | No                           | Sí                           | No                           | No                           | -                            | -                            | -                            | -                            | -                            |
| Cantando bajo la lluvia             | Sí                           | No                           | No                           | No                           | -                            | -                            | -                            | -                            | -                            |
| Los diez mandamientos               | No                           | No                           | Sí                           | No                           | -                            | -                            | -                            | -                            | -                            |
| El imperio contraataca              | No                           | Sí                           | No                           | No                           | -                            | -                            | -                            | -                            | -                            |
| Cabaret                             | Sí                           | No                           | No                           | No                           | -                            | -                            | -                            | -                            | -                            |
| El silencio de los corderos         | No                           | Sí                           | No                           | Sí                           | Sí                           | -                            | -                            | -                            | -                            |
| Cisne negro                         | No                           | No                           | No                           | No                           | Sí                           | -                            | -                            | -                            | -                            |
| Enterrado                           | No                           | No                           | No                           | No                           | -                            | -                            | -                            | -                            | -                            |
| Indiana Jones                       | No                           | No                           | No                           | Sí                           | Sí                           | -                            | Sí                           | Sí                           | Sí                           |
| La jungla de cristal 3. La venganza | No                           | No                           | No                           | No                           | Sí                           | No                           | No                           | No                           | No                           |
| Pulp Fiction                        | No                           | No                           | No                           | Sí                           | Sí                           | Sí                           | Sí                           | No                           | Sí                           |
| Piratas del Caribe                  | No                           | No                           | No                           | Sí                           | Sí                           | Sí                           | Sí                           | Sí                           | No                           |
| Blancanieves y los siete enanitos   | No                           | No                           | No                           | Sí                           | No                           | Sí                           | No                           | Sí                           | No                           |
| Mary Poppins                        | No                           | No                           | No                           | No                           | No                           | Sí                           | -                            | -                            | -                            |
| Kill Bill                           | No                           | No                           | No                           | No                           | Sí                           | Sí                           | -                            | -                            | -                            |
| Titanic                             | No                           | No                           | No                           | Sí                           | Sí                           | -                            | Sí                           | Sí                           | -                            |
| Solo en casa                        | No                           | No                           | No                           | Sí                           | No                           | Sí                           | Sí                           | Sí                           | Sí                           |
| El padrino                          | No                           | No                           | No                           | Sí                           | No                           | Sí                           | Sí                           | Sí                           | -                            |
| Gilda                               | No                           | No                           | No                           | Sí                           | Sí                           | -                            | -                            | Sí                           | -                            |
| Instinto Básico                     | No                           | No                           | No                           | Sí                           | No                           | Sí                           | -                            | -                            | -                            |
| Deluxe                              | No                           | No                           | No                           | Sí                           | -                            | Sí                           | -                            | -                            | -                            |
| El resplandor                       | No                           | No                           | No                           | Sí                           | -                            | -                            | Sí                           | -                            | -                            |
| Cocktail                            | No                           | No                           | No                           | No                           | Sí                           | Sí                           | Sí                           | Sí                           | Sí                           |
| Mar Adentro                         | No                           | No                           | No                           | Sí                           | No                           | Sí                           | Sí                           | Sí                           | Sí                           |
| Ghost                               | No                           | No                           | No                           | Sí                           | -                            | -                            | -                            | -                            | -                            |
| Spider-Man                          | No                           | No                           | No                           | Sí                           | No                           | Sí                           | Sí                           | Sí                           | Sí                           |
| Terminator                          | No                           | No                           | No                           | Sí                           | Sí                           | -                            | Sí                           | -                            | Sí                           |
| Misión imposible                    | No                           | No                           | No                           | Sí                           | -                            | -                            | Sí                           | Sí                           | -                            |
| Fast Five                           | No                           | No                           | No                           | No                           | -                            | -                            | -                            | -                            | -                            |
| El hormiguero                       | No                           | No                           | No                           | Sí                           | -                            | -                            | Sí                           | -                            | -                            |
| Batman                              | No                           | No                           | No                           | Sí                           | No                           | Sí                           | -                            | Sí                           | -                            |
| El equipo A                         | No                           | No                           | No                           | Sí                           | -                            | -                            | -                            | -                            | -                            |
| Regreso al Futuro                   | No                           | No                           | No                           | Sí                           | -                            | -                            | -                            | -                            | -                            |
| Grease                              | No                           | No                           | No                           | Sí                           | Sí                           | -                            | -                            | Sí                           | Sí                           |
| Carros de Fuego                     | No                           | No                           | No                           | No                           | Sí                           | -                            | -                            | -                            | Sí                           |
| 9 semanas y media                   | No                           | No                           | No                           | Sí                           | Sí                           | -                            | -                            | -                            | Sí                           |
| Los vigilantes de la playa          | No                           | No                           | No                           | No                           | Sí                           | Sí                           | Sí                           | Sí                           | -                            |
| Benny Hill                          | No                           | No                           | No                           | No                           | Sí                           | No                           | -                            | -                            | -                            |
| X-Men                               | No                           | No                           | No                           | No                           | Sí                           | -                            | Sí                           | -                            | Sí                           |
| La chaqueta metálica                | No                           | No                           | No                           | No                           | Sí                           | -                            | -                            | -                            | -                            |
| Ben-Hur                             | No                           | No                           | No                           | No                           | Sí                           | -                            | -                            | -                            | -                            |
| El Club de la Lucha                 | No                           | No                           | No                           | No                           | Sí                           | -                            | -                            | -                            | -                            |
| Bones                               | No                           | No                           | No                           | No                           | Sí                           | -                            | -                            | Sí                           | -                            |
| Kung Fu                             | No                           | No                           | No                           | Sí                           | Sí                           | Sí                           | -                            | -                            | -                            |
| Verano Azul                         | No                           | No                           | No                           | No                           | No                           | Sí                           | -                            | -                            | -                            |
| Avatar                              | No                           | No                           | No                           | No                           | No                           | Sí                           | Sí                           | -                            | -                            |
| Brokeback Mountain                  | No                           | No                           | No                           | No                           | No                           | Sí                           | Sí                           | -                            | -                            |
| El hijo de la novia                 | No                           | No                           | No                           | No                           | No                           | Sí                           | -                            | -                            | -                            |
| El puente sobre el río Kwai         | No                           | No                           | No                           | No                           | No                           | Sí                           | -                            | -                            | -                            |
| Rain man                            | No                           | No                           | No                           | Sí                           | Sí                           | Sí                           | Sí                           | Sí                           | -                            |
| Escenas de Matrimonio               | No                           | No                           | No                           | No                           | No                           | Sí                           | -                            | -                            | -                            |
| Rambo                               | No                           | No                           | No                           | No                           | Sí                           | Sí                           | Sí                           | -                            | Sí                           |
| Supervivientes                      | No                           | No                           | No                           | No                           | No                           | Sí                           | No                           | No                           | No                           |
| James Bond                          | No                           | No                           | No                           | No                           | No                           | Sí                           | Sí                           | Sí                           | No                           |
| Karate Kid                          | No                           | No                           | No                           | No                           | No                           | Sí                           | No                           | Sí                           | Sí                           |
| Los Sopranos                        | No                           | No                           | No                           | No                           | No                           | Sí                           | Sí                           | No                           | Sí                           |
| Casablanca                          | No                           | No                           | No                           | No                           | No                           | Sí                           | Sí                           | No                           | No                           |
| Alien, el octavo pasajero           | No                           | No                           | No                           | Sí                           | Sí                           | No                           | Sí                           | No                           | No                           |
| Piratas                             | No                           | No                           | No                           | No                           | No                           | No                           | Sí                           | No                           | Sí                           |
| Único testigo                       | No                           | No                           | No                           | No                           | No                           | No                           | Sí                           | No                           | No                           |
| Ratatouille                         | No                           | No                           | No                           | No                           | No                           | No                           | Sí                           | No                           | No                           |
| España Directo                      | No                           | No                           | No                           | No                           | No                           | No                           | Sí                           | No                           | No                           |
| E.T., el extraterrestre             | No                           | No                           | No                           | Sí                           | No                           | No                           | Sí                           | Sí                           | No                           |
| Más allá de la vida                 | No                           | No                           | No                           | No                           | No                           | No                           | Sí                           | Sí                           | No                           |
| Torrente                            | No                           | No                           | No                           | No                           | No                           | No                           | Sí                           | No                           | No                           |
| La lista de Schindler               | No                           | No                           | No                           | No                           | No                           | No                           | No                           | Sí                           | No                           |
| Tesis                               | No                           | No                           | No                           | No                           | No                           | No                           | No                           | Sí                           | No                           |
| Los cazafantasmas                   | No                           | No                           | No                           | No                           | No                           | No                           | No                           | Sí                           | No                           |
| Superman                            | No                           | No                           | No                           | No                           | No                           | No                           | No                           | Sí                           | Sí                           |
| Días de radio                       | No                           | No                           | No                           | No                           | No                           | No                           | No                           | Sí                           | Sí                           |

## Audiencias
| Temporada | Temporada | Episodios | Estreno            | Final                   | Audiencia    | Audiencia | Audiencia |
| Temporada | Temporada | Episodios | Estreno            | Final                   | Espectadores | Cuota     |           |
| --------- | --------- | --------- | ------------------ | ----------------------- | ------------ | --------- | --------- |
|           | 1         | 13        | 10 de mayo de 2011 | 4 de septiembre de 2011 | 1 305 000    | 8,7%      |           |

| N.º | Título | Fecha de emisión        | Audiencia         |
| --- | ------ | ----------------------- | ----------------- |
| 1   | —      | 10 de mayo de 2011      | 1 898 000 (9,9%)  |
| 2   | —      | 17 de mayo de 2011      | 1 827 000 (9,3%)  |
| 3   | —      | 24 de mayo de 2011      | 1 352 000 (7,4%)  |
| 4   | —      | 31 de julio de 2011     | 1 601 000 (12,6%) |
| 5   | —      | 7 de agosto de 2011     | 1 157 000 (9,9%)  |
| 6   | —      | 14 de agosto de 2011    | 469 000 (4,0%)    |
| 7   | —      | 21 de agosto de 2011    | 1 229 000 (9,8%)  |
| 8   | —      | 28 de agosto de 2011    | 1 033 000 (7,7%)  |
| 9   | —      | 4 de septiembre de 2011 | 1 182 000 (7,3%)  |